# مهمانی هیولاها (فیلم)
مهمانی هیولاها (به انگلیسی: See Girl Run) فیلمی محصول سال ۲۰۱۸ و به کارگردانی کریس ون هافمن است. در این فیلم بازیگرانی همچون سم اسرایک، ارین موریارتی، کیان لاولی، رابین تونی، ویرجینیا گاردنر، براندون مایکل هال، بیل انگوال، جولین مک‌مان، لنس ردیک، دیگو بونتا، لوگان هافمن و مایکل ریلی بورک ایفای نقش کرده‌اند.